# Qardaha
Qardaha (en arabe قرداحة) est une petite ville de Syrie, près de Lattaquié. La communauté alaouite est particulièrement nombreuse dans cette cité, qui est le berceau de la famille el-Assad, au pouvoir dans le pays entre le début des années 1970 (avec Hafez el-Assad qui y est né) et 2024.
L'aéroport international de Lattaquié se trouve à proximité sur le territoire de sa municipalité. Avec ses villages environnants, la zone atteint environ 17 000 habitants en 2009, mais la ville elle-même, à l'habitat dispersé, avec une seule rue principale, dépasse à peine les 2 000 habitants.

## Géographie et Climat
La ville domine une zone de collines argileuses (entre 200 et 370 mètres d'altitude) ravinées par des oueds. Au nord et au sud, des ravins entaillent le plateau; à l'est le plateau s'étend jusqu'au horst alaouite.
La ville est traversée par la route en provenance de Tartous (à l'ouest) et en direction de Masyaf (à l'est) et bordée plus loin au sud par la route en direction de Dreykich.
| Mois                              | jan. | fév. | mars | avril | mai | juin | jui. | août | sep. | oct. | nov. | déc. |
| --------------------------------- | ---- | ---- | ---- | ----- | --- | ---- | ---- | ---- | ---- | ---- | ---- | ---- |
| Température minimale moyenne (°C) | 3    | 6    | 6    | 13    | 17  | 20   | 20   | 17   | 15   | 9    | 5    | 5    |
| Température maximale moyenne (°C) | 7    | 11   | 15   | 19    | 24  | 28   | 29   | 28   | 26   | 23   | 17   | 10   |
| Précipitations (mm)               | 182  | 119  | 63   | 40    | 29  | 6    | 4    | 1    | 37   | 79   | 90   | 178  |

## Histoire

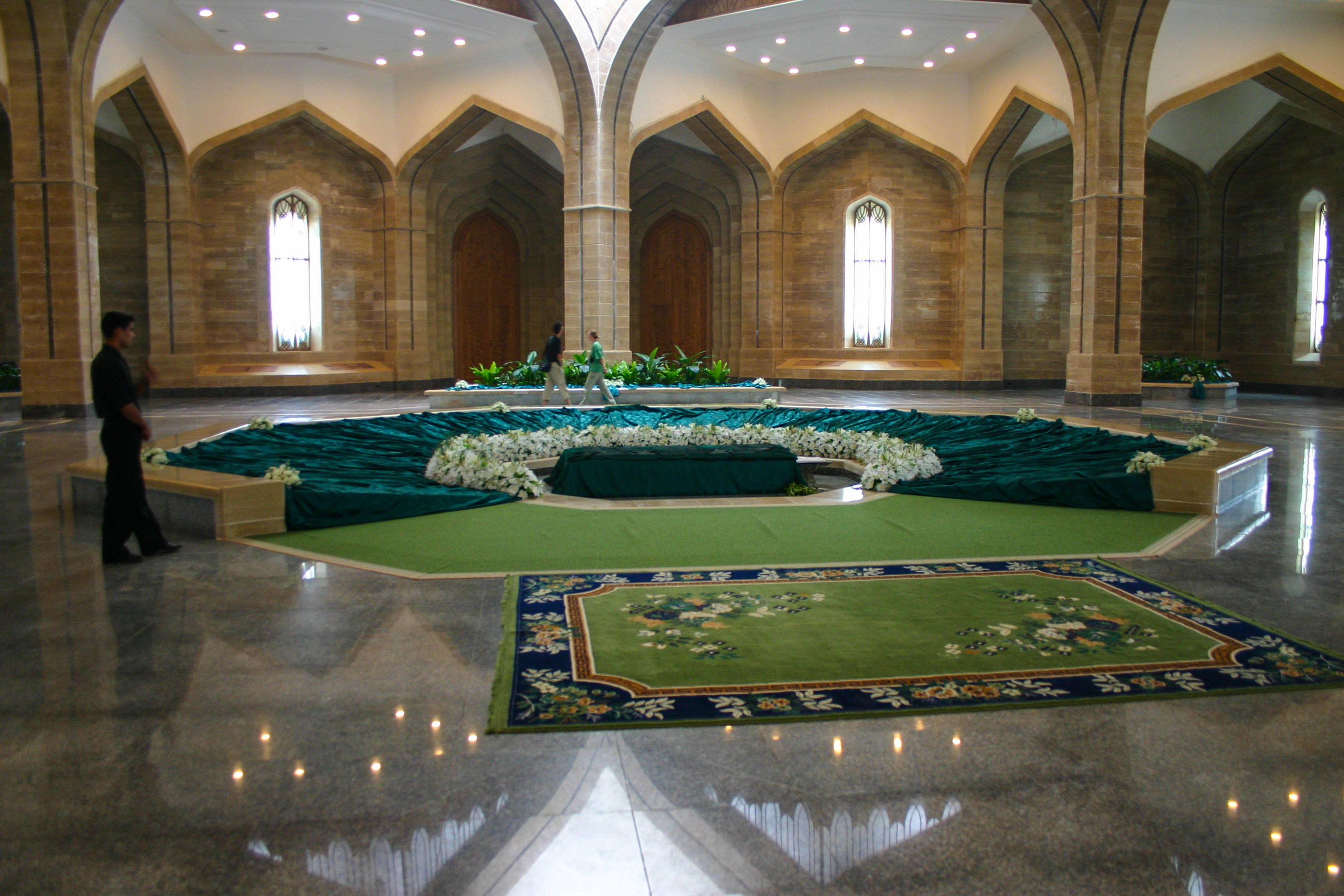
Intérieur du mausolée d'Hafez el-Assad avant sa destruction en 2024.

Cette zone alaouite a toujours été belliqueuse et servait de lieu défensif aux razzias vers la plaine de Jablé et Lattaquié. En 1854, ses habitants menèrent un combat victorieux contre le gouverneur ottoman de Lattaquié, entraînant toute la montagne dans la révolte.
La famille Assad a fait ériger une mosquée à la mémoire de Naïssa el-Assad (mère d'Hafez el-Assad) dans le centre-ville, ainsi qu'un grand mausolée sur une hauteur à l'est de la ville à la mémoire d'Hafez el-Assad et de son fils Bassel. Après la chute du régime, l'édifice est pris et vandalisé par des rebelles le 11 décembre 2024 et le tombeau de l'ancien président est détruit par le feu.
Un autre mausolée accueille les visiteurs sur une colline en hauteur de la ville, à la gloire du cheikh Saleh Ali.
La ville est la cible de tirs de roquettes des rebelles islamistes le 24 avril 2013.